# A Tender-Hearted Crook
A Tender-Hearted Crook er en amerikansk stumfilm fra 1913 af Anthony O'Sullivan.

## Medvirkende
- Charles West som James
- Claire McDowell som Edith
- Harry Carey
- Hector Dion
- Marion Leonard